# Região Geográfica Imediata de Monteiro
A Região Geográfica Imediata de Monteiro é uma das quinze regiões imediatas do estado brasileiro da Paraíba, uma das quatro regiões imediatas que compõem a Região Geográfica Intermediária de Campina Grande e uma das 509 regiões imediatas no Brasil, criadas pelo IBGE em 2017.
É composta por sete municípios, tendo uma população estimada pelo IBGE para 1.º de julho de 2017, de 56 699 habitantes e uma área total de 3 237,538 km².
A cidade-sede Monteiro é a mais populosa da região, com 33 294 habitantes.

## Municípios
Fonte: IBGE – Cidades
| Município                  | População Estimativa 2017 | Área (km²) |
| -------------------------- | ------------------------- | ---------- |
| Camalaú                    | 6 020                     | 543,688    |
| Monteiro                   | 33 294                    | 986,356    |
| Ouro Velho                 | 3 042                     | 129,400    |
| Prata                      | 4 179                     | 192,011    |
| São João do Tigre          | 4 423                     | 816,116    |
| São Sebastião do Umbuzeiro | 3 496                     | 460,573    |
| Zabelê                     | 2 245                     | 109,394    |
| Total                      | 56 699                    | 3 237,538  |